# Канада і війна в Іраку
 Війна в Іраку почалася з вторгнення військ США та коаліції в Ірак у 2003 році. Уряд Канади жодного разу офіційно не оголошував війну Іраку, і рівень і характер цієї участі, які змінювалися з часом, були суперечливими. Канадські спецслужби неодноразово оцінювали, що в Іраку не було активної програми Зброї Масового Ураження. 
Хоча Канада раніше брала участь у військових діях проти Іраку під час війни в Перській затоці 1991 року, вона відмовилася оголосити війну Іраку без схвалення Ради Безпеки ООН. Всупереч цьому, 10 жовтня 2002 року прем'єр-міністр Жан Кретьєн заявив, що Канада фактично буде частиною військової коаліції для вторгнення в Ірак, якщо на неї буде санкція ООН. Проте, коли Сполучені Штати та Сполучене Королівство згодом відкликали свої дипломатичні зусилля щодо отримання санкцій ООН, Жан Кретьєн оголосив у парламенті 17 березня 2003 року, що Канада не братиме участі в очікуваному вторгненні. Тим не менш, він запропонував США та їхнім солдатам свою моральну підтримку. Двома днями раніше чверть мільйона людей у Монреалі вийшли на марш проти очікуваної війни. Великі антивоєнні демонстрації відбулися в кількох інших містах Канади.
Ставлення Канади до війни в Іраку, відрізнялося від ролі Канади у вторгненні в Афганістан у 2001 році, адже воно було набагато менш прямим. У вторгненні до Іраку брали участь близько сотні канадських обмінників, які перейшли на обмін до американських підрозділів. Повідомлялося, що кількість канадських військ у регіоні менша, ніж лише у трьох інших країнах-учасницях. Війна також вплинула на Канаду у формі протестів і контрпротестів, пов’язаних з конфліктом, та військовослужбовцями Сполучених Штатів, які шукали притулку в країні після того, як дезертирували, щоб уникнути розгортання в Іраку, але яких, на відміну від війни у В’єтнамі, Канада здебільшого негайно повернула до Сполучених Штатів.

## Рішення не брати участі
У вересні 2002 року прем’єр-міністр Канади Жан Кретьєн повідомив прем’єр-міністру Великобританії Тоні Блеру та президенту США Джорджу Бушу, що участь Канади в будь-якій коаліції проти Іраку буде залежати від підтримки Організації Об’єднаних Націй (ООН) або більшості міжнародної спільноти.  Офіційна політика канадського уряду була ретельно сформульована, щоб канадські дипломати все ще могли відігравати важливий фактор у довоєнній дипломатії з Іраком. Крім того, хоча вони вважали за краще отримати схвалення Ради Безпеки ООН (РБ ООН), ця політика все ж дозволяла канадському уряду брати участь у вторгненні у випадку, якщо Китай чи Росі=я накладуть вето на резолюцію, яку підтримає решта РБ ООН Уряд Канади дотримувався цієї позиції напередодні вторгнення в Ірак. .
Напередодні конфлікту Кретьєн підтримував контакти з Рікардо Лагосом, президентом Чилі, та Вісенте Фоксом, президентом Мексики. Лагос і Фокс відзначили, що на них чинять тиск з боку Сполучених Штатів щодо приєднання до коаліції, хоча обидва сказали Кретьєну, що вони відмовляться брати участь, якщо Канада також зробить це.
Рішення ООН про те, чи санкціонувати вторгнення, ґрунтувалося на двох елементах: обговоренні міжнародного права, включаючи Нюрнберзькі принципи превентивної війни ; та інспекції ООН щодо передбачуваного володіння Іраком зброєю масового знищення (ЗМЗ). Однак, оскільки коаліція не змогла отримати санкцію ООН на втручання, Кретьєн порадив генерал-губернатору Едріенн Кларксон не допускати, щоб Канада приєднувалася до «коаліції охочих», яка була центральною для вторгнення в Ірак у 2003 році.  17 березня 2003 року, за два дні до початку вторгнення в Ірак, Кретьєн публічно оголосив про своє рішення не приєднуватися до коаліції в Палаті громад Канади.  Його рішення не інформувати приватно уряд США до того, як він публічно оголосить про своє рішення, сприяло розриву відносин Буша та Кретьєна в середині 2003 року.

### Думка в Канаді

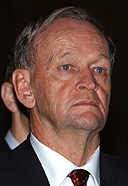
Жан Кретьєн у 2003 році, прем’єр-міністр Канади напередодні війни в Іраку

У серпні 2002 року канадські офіційні особи не сумнівалися, що Сполучені Штати планують атакувати Ірак. 14 серпня 2002 року Кретьєн отримав меморандум від Алекса Гімельфарба, секретаря Канадської таємної ради, в якому він прямо заявляє, що дії США проти Іраку були спробою змінити режим. Більшість членів кабінету міністрів Канади мало розуміли Ірак, хоча також скептично ставилися до американської справи. Однак деякі члени кабінету висловлювали занепокоєння, що неприєднання до коаліції зашкодить канадсько-американським відносинам, оскільки американська риторика пов'язувала Ірак з життєво важливими інтересами Сполучених Штатів.
Однак напередодні війни Кретьєн не обговорював думки всього кабінету щодо приєднання до коаліції, натомість проконсультувався лише з ключовими членами кабінету, включаючи Джона Маккаллума, міністра національної оборони Канади та Білла Грегама, міністра закордонних справ Канади.  Протягом цього періоду він також консультувався з ключовими дипломатами, включаючи Майкла Кергіна, посла Канади в Сполучених Штатах, і Пола Гайнбекера, посла Канади в ООН. Зокрема, протягом місяців, що передували війні, Гайнбекер і Кретьєн підтримували контакт, намагаючись знайти рішення, яке задовольняло б американську позицію та антивоєнну позицію Франції, хоча Гайнбекер мало вірив, що його зусилля будуть процвітати.
Кретьєн також регулярно оновлював інформацію про свою парламентську групу, чия майже одностайна опозиція війні без підтримки з боку ООН допомогла Кретьєну прийняти остаточне рішення. Опозиція в парламентській групі значною мірою виникла через те, що члени були змушені відповідати виборцям, які збирали петиції з критикою початку війни.  Це, можливо, відображало точку зору широкої канадської громадськості, як це було відображено в опитуванні, проведеному в березні 2003 року EKOS Research Associates для Toronto Star ;  і монреальською газетою La Presse, результати якої показали, що 71 відсоток опитаних не підтримують вторгнення під керівництвом Сполучених Штатів, а 27 відсотків висловлюють несхвалення. Однак лідер партії Канадський альянс Стівен Харпер виступив проти позиції прем'єр-міністра щодо Іраку, заявивши, що Канада повинна воювати разом із США,  Однак рішення прем'єр-міністра не вплинули на прийняття громадської думки; антивоєнні демонстрації в 2003 році лише підтвердили позицію, яку він займав з американцями в 2002 році.

#### Протести

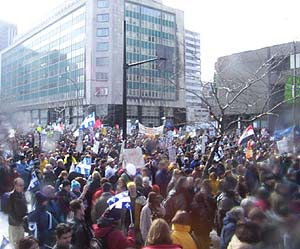
Демонстрації проти війни в Іраку в Монреалі, 15 березня 2003 р.

Протести проти війни в Іраку та контрпротести на підтримку конфлікту відбувалися в Канаді як до, так і після вторгнення в Ірак. Одна з перших великомасштабних демонстрацій проти війни відбулася в Квінс-парку в Торонто, де 16 листопада 2002 року зібралося приблизно 2000 людей  . Наступного дня, як частину міжнародного дня дій, антивоєнна коаліція з 3000 осіб провела марш миру від Парку полум'я миру у Ванкувері, приблизно 1000 людей марширували в Монреалі, а близько 500 людей зібралися під час снігової бурі на Парламентський пагорб в Оттаві, інші мітинги відбулися в Едмонтоні, Вінніпезі та Галіфаксі.  
Канадці також взяли участь у серії протестів, які відбулися в містах і містечках по всьому світу в лютому 2003 року , найбільшим у Канаді було зібрання понад 100 000 людей у Монреалі, незважаючи на морозні температури до -30 градусів. °C (−22 °F). Ще 10 000 людей приєдналися до демонстрації в Торонто, 20 000 у Ванкувері, 18 000 в Едмонтоні, 8 000 у Вікторії, 4 000 в Галіфаксі, 2 000 в Оттаві; загалом акції протесту пройшли майже в 60 населених пунктах по всій країні. 

### Оцінки канадських дипломатів і розвідки
Оцінки канадських дипломатів, а також канадської розвідувальної спільноти зіграли конструктивну роль у формуванні погляду Кретьєна на політику США щодо Іраку, а також на твердження про те, що Ірак мав ЗМЗ. Напередодні конфлікту доповіді канадської розвідки в основному передавалися Кретьєну через усні брифінги від Клода Лавердюра, радника прем'єр-міністра із зовнішньої та оборонної політики.  Окрім прем’єр-міністра, звіти канадської розвідувальної спільноти також були розповсюджені серед членів кабінету міністрів, високопосадовців Канади та офіцерів у Міністерстві закордонних справ і міжнародної торгівлі.  Проте звіти розвідки мали різний ступінь впливу на тих, хто їх отримував; з Едді Голденбергом, керівником апарату прем'єр-міністра, який пізніше зауважив, що жодна з оцінок розвідки не вплинула на поради, які він дав прем'єр-міністру.

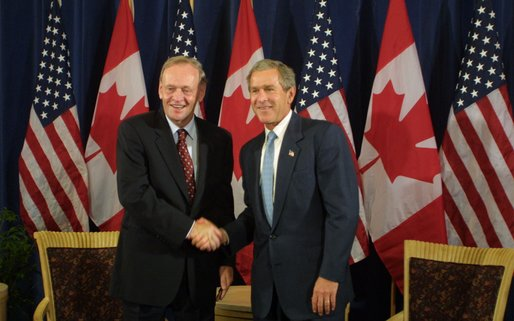
Кретьєн тисне руку Бушу під час зустрічі у вересні 2002 року. Того ж року Буш запропонував надати експертів із розвідки для інформування його про Ірак, але це було відхилено.

Восени 2002 року Буш запропонував надіслати експертів із розвідки для інформування прем’єр-міністра, а пізніше запропонував приїхати особисто для його інформування; хоча замість цього Кретьєн вирішив, щоб зазначена інформація проходила через регулярні канали обміну розвідданими, де канадські аналітики аналізували інформацію та передавали її йому.   Можливо, опора на канадський аналіз допомогла Кретьєну дійти висновку, відмінного від висновку його американських і британських колег; Блер у якийсь момент висловив розчарування тим, що канадський прем’єр-міністр не зміг «побачити докази», незважаючи на те, що вони в основному мали однакові джерела розвідки.  Оцінка Іраку канадською розвідкою в 2002 і 2003 роках була примітною тим, що вона відхилялася від оцінок, наданих її партнерами з « П'яти очей », хоча всі вони мали доступ до однієї інформації.   Це значною мірою пояснюється тим фактом, що канадська розвідувальна спільнота не бачила зовнішнього політичного тиску.  Подальші розслідування після вторгнення американської розвідки в Ірак у 2003 році також виявили, що американські аналітики припускали, що Ірак був налаштований перезапустити свою програму ЗМЗ якомога швидше.  Це суперечило припущенням канадських аналітиків, які вважали, що Ірак тимчасово призупинить свою програму ЗМЗ для негайної економічної допомоги; надаючи канадським аналітикам можливість висловити думку про те, що Ірак, можливо, не має ЗМЗ.

#### Ірак
У десятиліття після війни в Перській затоці Ірак був пріоритетом для канадської розвідувальної спільноти. У середині 1990-х років аналітики канадської розвідки склали низку звітів про інспекції ООН в Іраку, внутрішні події в Іраку, а також спроби іракського уряду ввести в оману. Однак частота звітів розвідки про Ірак знизилася після бомбардувань Іраку в 1998 році. 
На початку 2002 року International Assessments Staff (IAS), підрозділ оцінки розвідувальних даних канадської Таємної ради та міністерства закордонних справ, у відповідь на заяви адміністрації Буша провів усні брифінги з канадськими офіційними особами, на яких вони підкреслили відсутність достовірних доказів зв’язку Іраку з нападами 11 вересня. Аналітики IAS тісно співпрацювали з членами Канадської служби розвідки й безпеки (CSIS), які поділяли такі ж погляди. У червні 2002 року Комітет з оцінки розвідувальних даних (IAC), який координував аналітичні підрозділи CSIS, IAS і Генерального директора розвідки Міністерства національної оборони (DND), також дійшов висновку, що було замало доказів, що Ірак постачав хімічну зброю терористичним організаціям.
30 серпня 2002 року IAC опублікував ще одну оцінку, щоб визначити, чи є в Іраку запаси зброї масового ураження (ЗМУ) чи ні, і чи намагається країна відновити свою програму зброї масового ураження після бомбардувань 1998 року. У своїй оцінці він не міг з упевненістю зробити висновок, що Ірак повністю знищив свої запаси ЗМУ, хоча зазначив, що будь-які хімічні речовини або балістичні ракети, якими міг володіти Ірак, були б у дуже малих кількостях і, швидше за все, мали б вийти з ладу через погане зберігання. Оцінка також не виявила реальних ознак того, що Ірак відновлює ядерну програму. У своїй оцінці IAC також скептично поставився до доказів, наданих американцями, й особливо критикував те, що було замало доказів широкого спектру обладнання та ресурсів, необхідних для запуску такої програми; навіть якщо взяти до уваги потенційні спроби обману з боку іракців. Експерти міжвідомчої групи, яка підтримувала роботу IAC, також не знайшли доказів того, що іракська програма хімічної зброї була відновлена; хоча зауважили, що іракські балістичні ракети могли мати дальність понад 150 км, втім, лише в обмеженій кількості. IAS також оцінив, що Ірак, схоже, не вживав кроків для використання біологічних агентів, таких як віспа, хоча аналітики DND підкреслили, що Ірак може мати вірус. Проте науковий аналіз DND значною мірою підтвердив оцінку IAC. DND повідомило з високою, хоча і не з абсолютною впевненістю, що Ірак більше не володіє хімічними речовинами чи боєприпасами часів війни в Перській затоці. DND також не зміг знайти достеменних доказів, що іракська ядерна програма була перезапущена. У березні 2003 року, за кілька тижнів до вторгнення в Ірак, DND опублікував звіт під назвою «Ірак: ні диму, ні зброї», в якому оцінювався, що сили коаліції не зможуть знайти ЗМУ в Іраку. Зважаючи на те, що звіт суперечив оцінці розвідки Великої Британії та США, а також заявам коаліції, його не передавали союзникам Канади, щоб не поставити під загрозу відносини країни з її партнерами з Five Eyes Звіти IAS, які не узгоджувалися з оцінками розвідки її партнерів по Five Eyes, також були позначені як «лише для канадських очей».
З кінця серпня 2002 року IAC зосередив свої зусилля на перегляді звітів розвідки, що надходили, які могли б змінити його оцінку.  Проте висновок, зроблений IAC, був підтверджений аналітиками канадської оборонної розвідки, які підтримували регулярні контакти зі своїми колегами у Великобританії та, меншою мірою, у США; коли в приватній бесіді аналітик-союзник, здавалося б, висловив застереження щодо доказів, які передаються через угоду про обмін розвідданими Five Eyes.
IAS також отримав розвідувальні дані від інформатора на ім'я Curveball і дійшов висновку, що інформація, надана інформатором, була лише побічною та не надала прямих доказів того, що в Іраку була активна програма ЗМУ або що вони мали необхідні засоби її доставки. На початку 2003 року США надали Канаді секретну версію оцінки національної розвідки щодо іракської ЗМУ. Питання в рамках оцінки національної розвідки, включаючи розбіжності в поглядах різних відомств США в секретній версії документа, ще більше підтвердили оцінку IAS про те, що Ірак не мав ЗМУ.
Проте на початку 2002 року CSIS, можливо, створив у американців враження, що канадське розвідувальне співтовариство підозрювало, що Ірак володіє зброєю масового знищення, через звіт організації, який висловив таке занепокоєння в лютому 2002 року. Хоча пізніше цей звіт було відкликано, після того, як IAS висловив кілька занепокоєнь щодо цього, його вже було передано до США.

#### Сполучені Штати
На оцінку ситуації канадськими спецслужбами також вплинули їхні власні розвідувальні дані про Сполучені Штати. Незабаром після терактів 11 вересня 2001 року Кергін повернувся до Оттави, щоб поінформувати урядовців про наслідки подій в американській адміністрації; Кергін зазначив, що американці прийняли « маніхейський світогляд», і попередив канадських чиновників готуватися до того, що Сполучені Штати розглядатимуть глобальні справи лише з чорно-білої точки зору.  Впевненість Гайнбекера в тому, що стратегія безпеки США зрушила увагу на односторонні військові зобов'язання, також підсилила підозри Кретьєна щодо американських претензій проти Іраку. 
Невдовзі після початку вторгнення в Афганістан канадські офіційні особи помітили зростання звітів американської розвідки, які приділяли пильну увагу Іраку.  Після того, як стало очевидно, що адміністрація США націлена на Ірак, IAS у лютому 2002 року підготувала оцінку ймовірного напрямку політики, яку американці будуть проводити щодо Іраку; оцінивши, що існує висока ймовірність того, що США зрештою вторгнуться в Ірак.  У квітні IAS спирався на цю оцінку, оцінюючи, як адміністрація США виправдає вторгнення.  Під час оцінки вони дійшли висновку, що США, швидше за все, спробують пов’язати Ірак з нападами 11 вересня або з Аль-Каїдою, оскільки це створює підстави для самооборони; хоча він також зазначив, що в разі невдачі вони намагатимуться виправдати військові дії на тій підставі, що Ірак продовжував розробляти ЗМЗ.  Протягом наступних місяців IAS підготувала низку оцінок того, як США будуть проводити військову кампанію в Іраку.  До середини 2002 року, оскільки адміністрація США не змогла переконати громадськість у причетності Іраку до терактів 11 вересня, для аналітиків IAS стало очевидно, що США будуть використовувати другий варіант, виправдовуючи втручання на підставі що програма ЗМЗ Іраку була активною. 

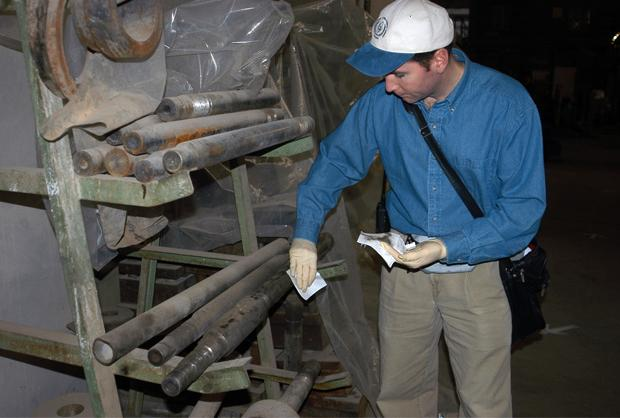
Інспектор ООН зі зброї в Іраку в грудні 2002 року

За кілька місяців до війни представники канадської розвідки у Вашингтоні відзначили, що Центральне розвідувальне управління перебувало під політичним тиском, щоб знайти докази, які підтверджують існування програми ЗМЗ в Іраку.  Канадські аналітики також критикували те, як розвідувальне співтовариство США зневажливо ставилося до інформації, яку збирав інспектор ООН в Іраку, а американці вважали інспекторів ООН неорганізованими та неефективними. 

### Військові обмеження
Було також зазначено, що поради прем’єр-міністра віце-королю також базувалися на проблемах здійсненності для Канади, при цьому журнал Maclean's повідомляв, що «Канада направила близько 2000 військових до Афганістану цього літа, що є значним внеском, враховуючи напружений стан канадської армії».
Ні Пентагон, ні офіс міністра оборони США не тиснули на Канаду щодо військової підтримки;  з міністром оборони США Дональдом Рамсфельдом, який чітко дав зрозуміти Маккаллуму, що американці не очікують військової підтримки від Канади і вважають за краще, щоб збройні сили Канади зосередилися на своєму розгортанні в Афганістані. Тиск щодо участі Канади в коаліції в першу чергу здійснювався з боку Білого дому, який «прагнув канадського прапора та політичного прикриття, яке той би надав вторгненню».

## Участь Канади

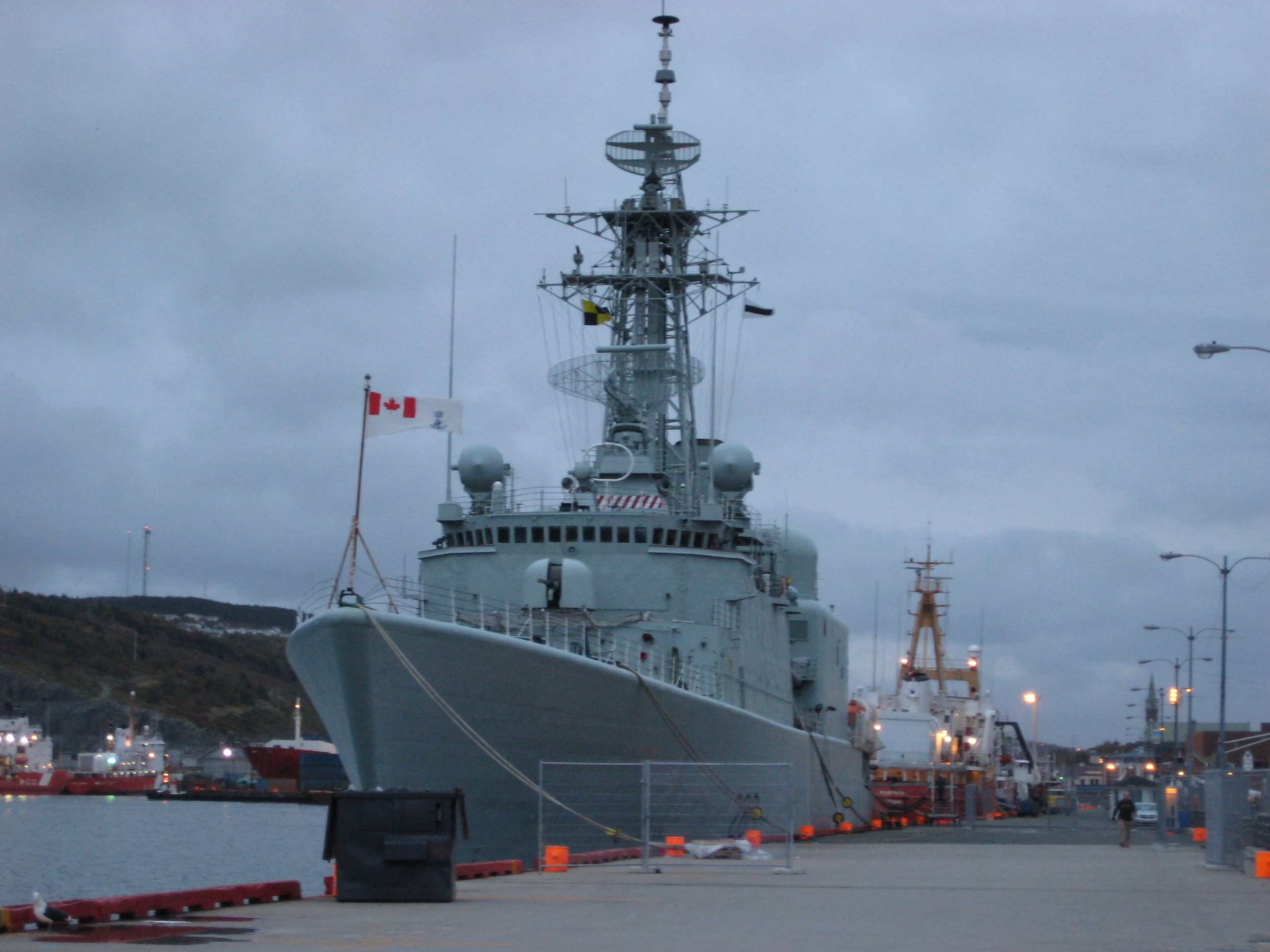
HMCS Iroquois, один із чотирьох канадських кораблів, запущених у Перську затоку у зв'язку з війною в Іраку

Попри те, що Канада не приєдналася до загарбницької коаліції, вона все ж брала участь у конфлікті в Іраку, приєднавшись до кількох невоюючих країн для допомоги у відновленні країни після вторгнення, включаючи навчання іракської поліції та офіцерів армії, і виділила близько 300 мільйонів доларів США на ці зусилля. Крім того, група канадців, зокрема, колишній прем’єр-міністр Онтаріо Боба Рея, влітку 2005 року допомагала скласти нову конституцію Іраку, а Жан-П’єр Кінгслі очолював міжнародну групу зі спостереження за виборами до парламенту Іраку в січні 2005 року. З міркувань безпеки обидві ці групи базувалися в Йорданії.

### Військова участь
Хоча війни не було оголошено, Генерал-губернатор у Раді наказав мобілізувати певну кількість військовослужбовців канадських збройних сил для активної служби в Іраку.  31 березня 2003 року Maclean's повідомляв, що минулого місяця канадські офіцери на борту трьох фрегатів і есмінця були призначені командувати багатонаціональною військово-морською групою Task Force 151, яка патрулювала регіон Перської затоки. Ще 30 канадців працювали в Центральному командуванні США в Катарі, а 150 військовослужбовців були на обміні з американськими та британськими силами поблизу бойових дій.  Командування аерокосмічної оборони Північної Америки (NORAD), дислоковане пілотами ВПС Канади, також виконувало бойові завдання з E-3 Sentry ВПС США, а офіцери обміну воювали з підрозділами США. Канадські пілоти також літали на Boeing C-17 до Іраку, щоб «приправити» льотні екіпажі.  Загалом у конфлікті брали участь від 40 до 50 канадських військових.

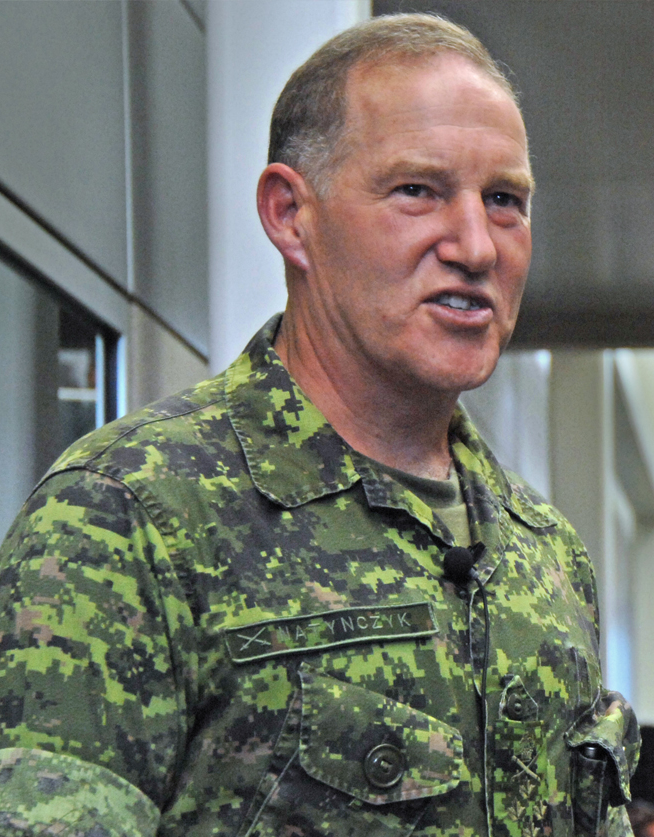
Генерал Волтер Натинчик, один із канадських офіцерів, які служили в Іраку, тоді бригадний генерал

Через участь Канади в Іраку лояльна опозиція Її Величності критикувала тодішніх міністрів Корони як лицемірних, і висунули вимоги повернення цього персоналу канадських збройних сил. Прем'єр-міністр заявив, що канадські військові не брали участі в прямих бойових діях, але все ще виконували свої зобов'язання перед NORAD. Проте Дженіс Гросс Стайн і Юджин Ленг у «Неочікуваній війні » стверджували, що люди з канадських міністерств були у Вашингтоні, округ Колумбія, відкрито вихваляючись участю Канади в Іраку; , як висловилися Стайн і Ленг: «майже шизофренічним способом уряд публічно вихвалявся своїм рішенням залишитися осторонь війни в Іраку, оскільки це порушило основні принципи багатосторонності та підтримки ООН. У той же час високопоставлені канадські посадовці, військові офіцери та політики заслуговували у Вашингтоні, приватно розповідаючи будь-кому в Державному департаменті Пентагону, хто хотів послухати, що, за деякими показниками, непрямий внесок Канади у американську військову діяльність в Іраку – три кораблів і 100 біржових офіцерів – перевищила кількість інших країн, крім трьох, які формально входили до коаліції».  
Серед канадських офіцерів, яких відправили до Іраку, були: бригадний генерал Волтер Натинчик, якого пізніше призначили начальником штабу оборони; Генерал-майор Пітер Девлін, який з 14 грудня 2006 року обіймав посаду заступника командувача багатонаціональним корпусом в Іраку в рамках своєї ролі заступника командувача III корпусу США за програмою обміну офіцерами; і генерал Ніколас Матерн, офіцер спецназу та колишній командувач елітного антитерористичного підрозділу Канади, який у середині лютого 2008 року почав службу заступником генерал-лейтенанта Ллойда Остіна.

### Канадці, що потрапили в заручники
Під час конфлікту в Іраку восьмерих канадців взяли в заручники; одного з них, Заїда Меервалі, іраксько-канадського водія вантажівки, убили 2005 року, а інший іраксько-канадець, Ріфат Мохаммед Ріфат, зник безвісти 2004 року і вважається мертвим. Викрадення у 2005 році Джеймса Лоні та Харміта Сінгха Соодена, двох членів організації «Християнські команди миротворців», привернуло широку увагу, як і їх звільнення наступного року під час багатонаціональної операції під керівництвом Task Force Black, за участю британців, американців і канадців. Спецназ за підтримки Task Force Maroon,  Joint Task Force 2, Королівської канадської кінної поліції та Канадської служби безпеки та розвідки.  Ще четверо канадців потрапили в заручники за таких обставин: Фаді Іхсан Фаделя, сирійського канадця, який працював у Міжнародному комітеті порятунку, захопили в заручники в Наджафі 8 квітня 2004 року та звільнили через вісім днів; Наджі аль-Кувейті потрапив у заручники 28 квітня 2004 року та був звільнений 4 травня того ж року; Файруза Ямуцького викрали 6 вересня 2004 року, а через шістнадцять днів його врятував підрозділ Національної гвардії Сполучених Штатів; журналіста Скотта Тейлора викрала група «Ансар аль-Іслам» у Таль-Афарі 9 вересня 2004 року та утримувала в полоні протягом п’яти днів.

## Американські учасники опору війні
Під час війни в Іраку були військовослужбовці Сполучених Штатів, які відмовилися брати участь у цій війні. Їхня відмова означала, що вони зіткнулися з можливістю покарання в Сполучених Штатах відповідно до статті 85 Єдиного кодексу військової юстиції США. З цієї причини деякі з них вибрали Канаду як місце притулку.
Переїзд тих, хто чинив опір війні в Іраку, зі Сполучених Штатів Америки до Канади спричинив значні дебати в канадському суспільстві, пресі, правовій та політичній сферах. 3 червня 2008 року та 30 березня 2009 року в парламенті Канади було ухвалено дві пропозиції на підтримку учасників опору війні залишитися в Канаді. Опитування Angus Reid Strategies, проведене 6 і 7 червня 2008 року, показало, що 64% канадців погодилися з цією пропозицією.   Але рекомендація, викладена в пропозиції, не мала обов’язкової сили і ніколи не була виконана консервативним урядом меншості. Пізніше, 17 вересня 2009 року Джерард Кеннеді подав законопроєкт C-440, обов’язкову форму цих пропозицій, який, за його словами, був «відповіддю на відмову міністра громадянства, імміграції та мультикультуралізму Джейсона Кенні проявити канадську чутливість».  Його ще треба пройти. 

## Зовнішні посилання
- Канада та війна проти Іраку

Шаблон:Iraq War